# Aurelije Asturijski
Aurelije Asturijski (oko 740. – 774.) je bio kralj Asturije od 768. godine do svoje smrti.
Rođen je u Léonu, a bio je brat Alfonsa I. Asturijskog. Na prijestolju je naslijedio svog rođaka Fruelu I. kojeg je ubio njegov brat. Imao je mirnu vladavinu, a umro je prirodnom smrću u Langreu. Nije imao nasljednika, pa ga je naslijedio njegov nećak Silo, sin sestre Fruele I.